# رباط معدي طحالي
الرباط المعدي الطحالي هو جزء من غشاء الأمعاء الشحمي الكبير. يُشتق الرباط المعدي الطحالي جنينيًا من المساريقا الخلفية.
يتكون الرباط المعدي الطحالي من نفس تكوين غشاء الأمعاء الشحمي الكبير ويربط بين المنحنى الكبير للمعدة ومدخل الطحال. يحتوي الرباط المعدي الطحالي على:
- الشرايين المعوية القصيرة.
- الأوعية المعدية الثربية اليسرى.

## روابط خارجية
- شكل تشريحي: 37:03-07 على موقع مركز سوني دونستات الطبي (تشريح بشري عبر الإنترنت).
- شكل تشريحي: 37:05-12 على موقع مركز سوني دونستات الطبي (تشريح بشري عبر الإنترنت).
- صور تشريحية:37:07-0100 في مركز داونستيت الطبي التابع لجامعة نيويورك
- صور تشريحية:38:st-0301 في مركز داونستيت الطبي التابع لجامعة نيويورك
- شكل تشريحي: 38:03-04 على موقع مركز سوني دونستات الطبي (تشريح بشري عبر الإنترنت).
- Diagram at Tn.edu نسخة محفوظة 4 فبراير 2007 على موقع واي باك مشين.
- جامعة واينسبرغ digirep/greateromentum
- درسٌ تشريحي حول abdominalcavity مُعدٌ بواسطة ويسلي نورمان (جامعة جورجتاون). (xsectthrulesseromentum)